# Veines dorsales du pénis
Dans l'anatomie humaine, les veines dorsales du pénis comprennent la veine dorsale superficielle du pénis et la veine dorsale profonde du pénis.

## Veine dorsale superficielle
La veine dorsale superficielle du pénis draine le prépuce et la peau du pénis et, en courant vers l'arrière dans le tissu sous-cutané, s'incline vers la droite ou la gauche et s'ouvre dans la veine pudendale externe superficielle correspondante, un affluent de la grande veine saphène.
Contrairement à la veine dorsale profonde, elle se trouve à l'extérieur du fascia de Buck.
Il est possible que la veine se rompe, ce qui se présente d'une manière similaire à une fracture du pénis.

## Veine dorsale profonde
La veine dorsale profonde du pénis se trouve sous l'aponévrose profonde du pénis ; elle reçoit le sang du gland du pénis et des corps caverneux du pénis et se déplace vers l'arrière dans la ligne médiane entre les artères dorsales ; près de la racine du pénis, elle passe entre les deux parties du ligament suspenseur, puis à travers une ouverture entre le ligament pubien arqué et le ligament transverse du bassin, et se divise en deux branches, qui pénètrent dans les plexus vésical et prostatique.
La veine profonde communique également sous la symphyse pubienne avec la veine pudendale interne .

## Images supplémentaires

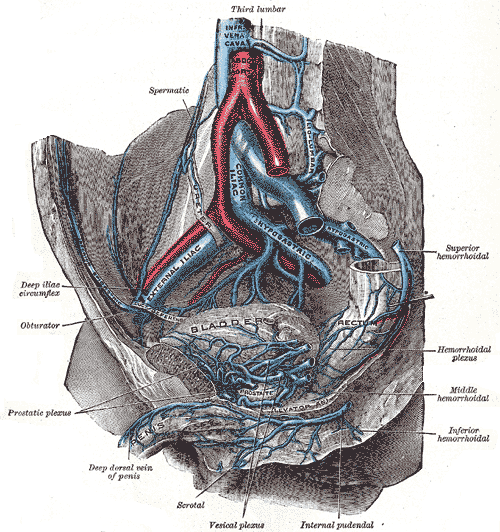
Les veines de la moitié droite du bassin masculin.
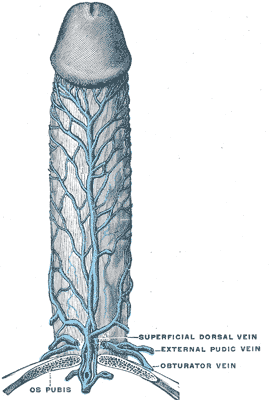
Veines du pénis.
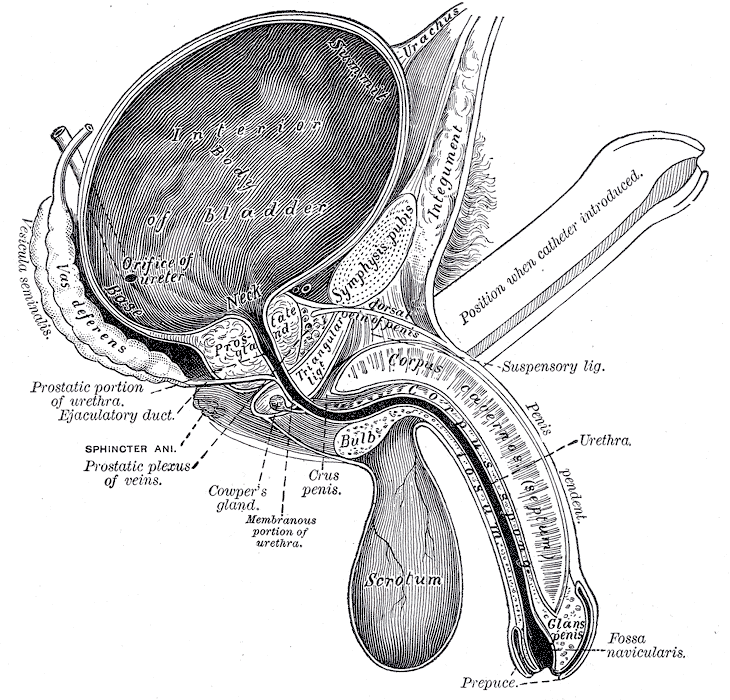
Coupe verticale de la vessie, du pénis et de l'urètre.
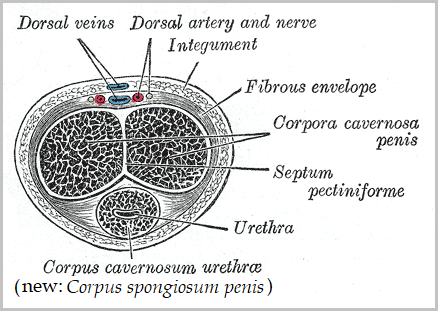
Section transversale du pénis.
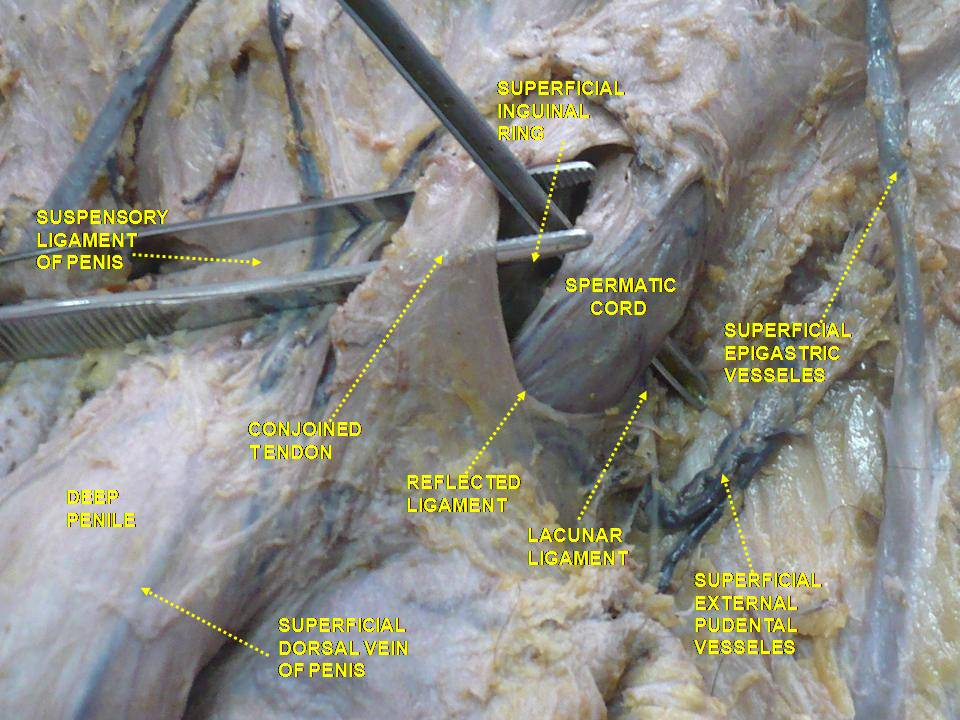
Paroi abdominale antérieure, dissection intermédiaire.